# 삼성 울트라 터치
삼성 울트라 터치(Samsung Ultra Touch), 삼성 토코 울트라 에디션(Samsung Tocco Ultra Edition), 삼성 S8300(Samsung S8300)은 대한민국에서는 애니콜 울트라 햅틱으로 출시된 삼성전자의 휴대 전화이다. 880mAh의 표준형 배터리만 지원하며, 1600만 컬러의 능동형 유기 발광 다이오드(AM OLED) 화면을 채용하여 TFT LCD 대비 반응속도가 1000배 더 빠르고, 전력소모량이 적다. '햅틱UI(영어: Haptic User Interface)'를 내장하였다. 영국의 모바일 초이스에서 별 5개의 성적을 기록하였다.

## 사진

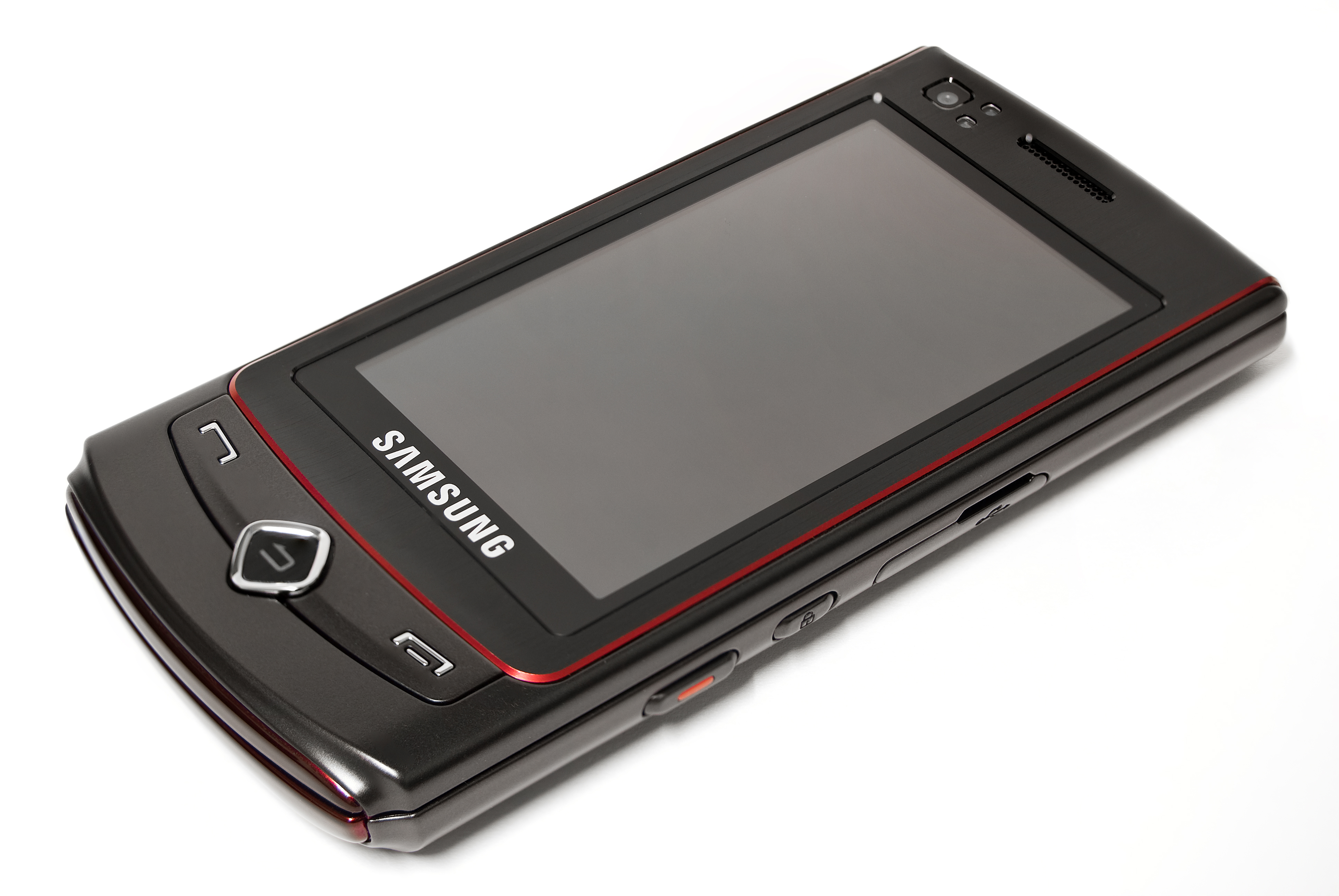
전면부 모습
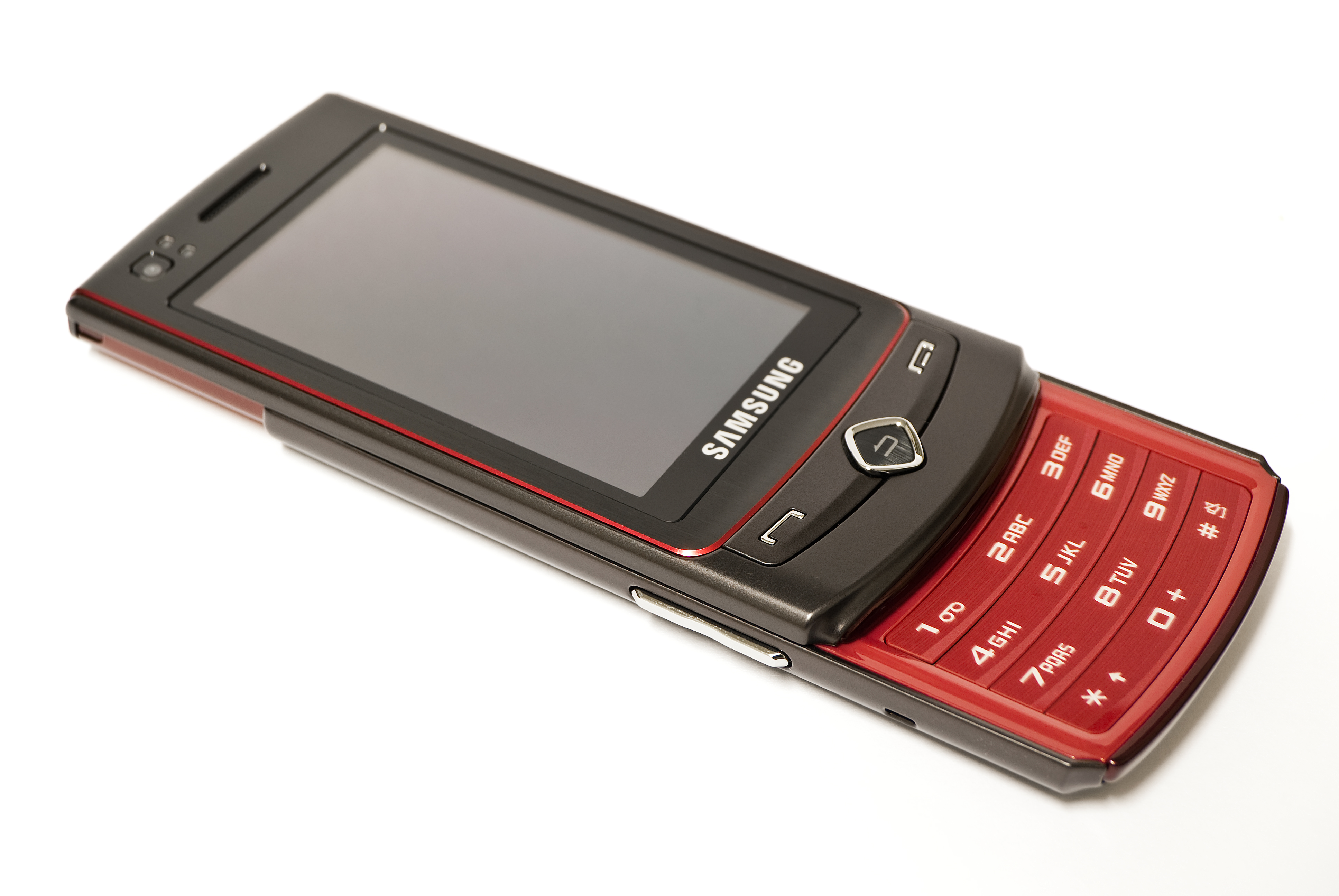
키패드가 펼쳐진 모습
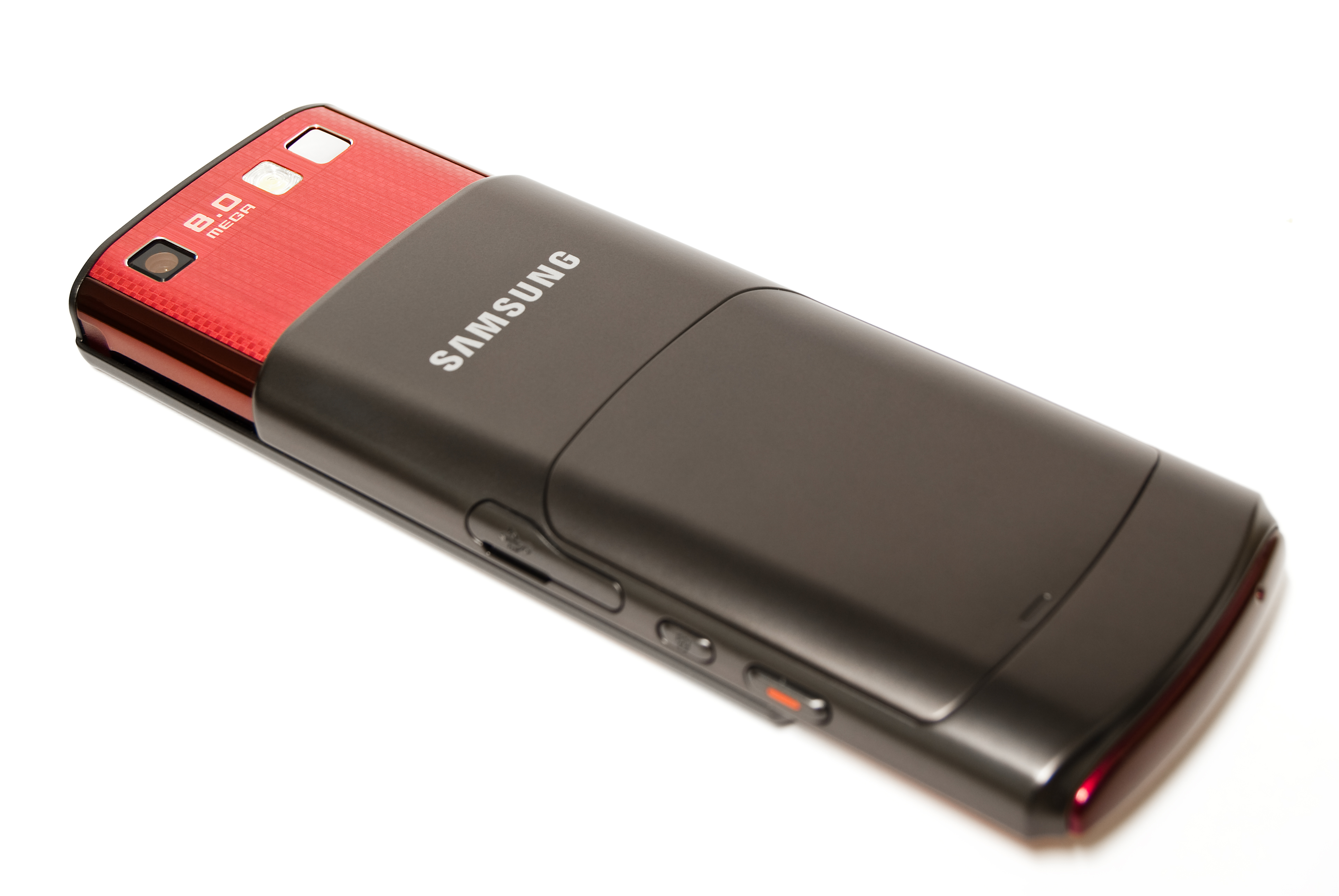
후면부 모습

## 같이 보기
- 애니콜 울트라 햅틱